# Navadna robida
Navadna robida ali prava robida (znanstveno ime Rubus fruticosus) je grmovnica iz roda Rubus in iz družine rožnic (Rosaceae) z birnimi črnomodrimi plodovi. So okusen gozdni sadež.